# Люка Бельво
Люка́ Бельво́ (фр. Lucas Belvaux; нар. 14 листопада 1961, Намюр, Бельгія) — бельгійський кіноактор, режисер і сценарист.

## Біографія
Люка Бельво народився 14 листопада 1961 року в місті Намюрі, Бельгія. Навчався в королівському інтернаті у Філіппвілі, де його батько був директором інтернатури і профспілковим активістом. У 16-річному віці Люка кинув навчання та автостопом відправився у Париж, щоб стати актором.

## Кар'єра
Люка Бельво дебютував як автор у 1981 році, знявшись поряд з Жаном Карме у фільмі Іва Буассе «Вперед, сини вітчизни». Відтоді зіграв ролі майже у 50 кіно- та телефільмах. Знімався у таких режисерів, як Клод Шаброль, Анджей Жулавський, Олів'є Ассаяс, Шанталь Акерман, Режис Варньє та ін.
На початку 2000-х років Люка Бельво став відомим завдяки зрежисованої ним трилогії «Втеча», «Дивовижна пара» та «Після життя», відзначеної низкою престижних професійних та фестивальних кінонагород.
Фільм Люка Бельво 2006 року «Аргумент найслабкішого» брав участь в основній конкурсній програм 59-го Каннського міжнародного кінофестивалю та змагався за головну нагороду — «Золоту пальмову гілку».

## Особисте життя
Люка Бельво є старшим братом бельгійського кінорежисера Ремі Бельво, відомого за псевдодокументальною стрічкою «Це сталося поряд з вами» («Людина кусає собаку») (1992).

## Фільмографія
Актор
| Рік       |    | Українська назва                               | Оригінальна назва             | Роль                       |
| --------- | -- | ---------------------------------------------- | ----------------------------- | -------------------------- |
| 1980      | ф  | Вперед, сини вітчизни                          | Allons z'enfants              | Симон Шалюмот              |
| 1982      | ф  | Форель                                         | La truite                     | клерк                      |
| 1983      | ф  | Смерть Маріо Річчі                             | La mort de Mario Ricci        | Стефан Кутаз               |
| 1984      | ф  | Нічний дозор                                   | Ronde de nuit                 | Лоран, молодий журналіст   |
| 1984      | ф  | Публічна жінка                                 | La femme publique             | Франсуа                    |
| 1984      | ф  | Американська мрійниця                          | American Dreamer              | злодій на велосипеді       |
| 1984      | ф  | Африканська жінка                              | La femme ivoire               | Моріс                      |
| 1985      | ф  | Курча під оцтом                                | Poulet au vinaigre            | Луї Куно                   |
| 1985      | ф  | Бійка                                          | La baston                     | Жанжан Левасьє             |
| 1985      | ф  | Грозовий перевал                               | Hurlevent                     | Рош                        |
| 1986      | ф  | Безлад                                         | Désordre                      | Анрі                       |
| 1987      | кф | Посібник з безробіття - не для Данієля-Данієля | Pas de C4 pour Daniel Daniel  |                            |
| 1988      | ф  | Дикий закон                                    | La loi sauvage                | Ганді                      |
| 1988      | тф | Бенкет                                         | Le banquet                    | Федр                       |
| 1989      | ф  | Повітря так собі                               | L'air de rien                 | Франсіс                    |
| 1989      | тф | Інкогніто                                      | Incognito                     | Серж                       |
| 1989—2006 | с  | Комісар Наварро                                | Navarro                       | Седрік                     |
| 1990      | ф  | Три роки                                       | Trois années                  | Пілу                       |
| 1991      | ф  | Мадам Боварі                                   | Madame Bovary                 | Леон Дюпуї                 |
| 1993      | ф  | Велике щастя                                   | Grand bonheur                 | Люк                        |
| 2001      | ф  | Це називають весною                            | On appelle ça... le printemps | Люк                        |
| 2002      | ф  | Втеча                                          | Cavale                        | Бруно Ле Ру                |
| 2002      | ф  | Дивовижна пара                                 | Un couple épatant             | П'єр                       |
| 2002      | ф  | Після життя                                    | Après la vie                  | Бруно Ле Ру                |
| 2004      | ф  | Завтра переїжджаємо                            | Demain on déménage            | мосьє Делакре              |
| 2005      | ф  | Щасливого Різдва                               | Joyeux Noël                   | Гюсла                      |
| 2006      | ф  | Аргумент найслабкішого                         | La raison du plus faible      | Марк Пірме                 |
| 2007      | ф  | Насіння смерті                                 | Pars vite et reviens tard     | Данглар                    |
| 2009      | ф  | Армія злочинців                                | L'armée du crime              | Жозеф Епштейн              |
| 2009      | ф  | Викрадення                                     | Rapt                          | спостерігач на гелікоптері |

Режисер і сценарист
| Рік  |    | Назва українською           | Оригінальна назва        | Режисер | Сценарист |
| ---- | -- | --------------------------- | ------------------------ | ------- | --------- |
| 1992 |    | Іноді занадто багато любові | Parfois trop d'amour     | Так     | Так       |
| 1996 |    | Сміху заради                | Pour rire!               | Так     | Так       |
| 2001 | тв | Мати наркомана              | Mère de toxico           | Так     |           |
| 2002 |    | Втеча                       | Cavale                   | Так     | Так       |
| 2002 |    | Дивовижна пара              | Un couple épatant        | Так     | Так       |
| 2002 |    | Після життя                 | Après la vie             | Так     | Так       |
| 2004 | тв |                             | Nature contre nature     | Так     | Так       |
| 2006 |    | Аргумент найслабкішого      | La raison du plus faible | Так     | Так       |
| 2007 | с  | Хижаки                      | Les prédateurs           | Так     |           |
| 2009 |    | Викрадення                  | Rapt                     | Так     | Так       |
| 2012 |    | 38 свідків                  | 38 témoins               | Так     | Так       |
| 2014 |    | Не в його стилі             | Pas son genre            | Так     | Так       |
| 2017 |    | З нами                      | Chez nous                | Так     | Так       |

## Визнання
| Премія «Сезар»                                |                                                                         |                                      |           |
| 1986                                          | Найперспективніший актор                                                | Курча під оцтом                      | Номінація |
| 2004                                          | Найкращий режисер                                                       | Втеча, Дивовижна пара та Після життя | Номінація |
| 2004                                          | Найкращий оригінальний або адаптований сценарій                         | Втеча, Дивовижна пара та Після життя | Номінація |
| 2010                                          | Найкращий фільм                                                         | Викрадення                           | Номінація |
| 2010                                          | Найкращий режисер                                                       | Викрадення                           | Номінація |
| 2013                                          | Найкращий адаптований сценарій                                          | 38 свідків                           | Номінація |
| 2015                                          | Найкращий адаптований сценарій                                          | Не в його стилі                      | Номінація |
| Кінофестиваль в Салоніках                     |                                                                         |                                      |           |
| 1996                                          | Золотий Александр                                                       | Сміху заради                         | Номінація |
| 1996                                          | Найкращий сценарій                                                      | Сміху заради                         | Перемога  |
| Приз Луї Деллюка                              |                                                                         |                                      |           |
| 2003                                          | Найкращий фільм                                                         | Втеча, Дивовижна пара та Після життя | Перемога  |
| Приз Жозефа Плато                             |                                                                         |                                      |           |
| 2004                                          | Найкращий бельгійський кінорежисер                                      | Втеча, Дивовижна пара та Після життя | Перемога  |
| Синдикат французьких кінокритиків             |                                                                         |                                      |           |
| 2004                                          | Приз Французького синдикату кінокритиків за найкращий французький фільм | Втеча, Дивовижна пара та Після життя | Перемога  |
| Золота зірка кіно                             |                                                                         |                                      |           |
| 2004                                          | Найкращий режисер                                                       | Втеча, Дивовижна пара та Після життя | Перемога  |
| Премія товариства незалежного кіно Chlotrudis |                                                                         |                                      |           |
| 2005                                          | Найкращий режисер                                                       | Втеча, Дивовижна пара та Після життя | Перемога  |
| 2005                                          | Найкращий оригінальний сценарій                                         | Втеча, Дивовижна пара та Після життя | Перемога  |
| Каннський міжнародний кінофестиваль           |                                                                         |                                      |           |
| 2006                                          | Золота пальмова гілка                                                   | Аргумент найслабкішого               | Номінація |
| Премія «Магрітт»                              |                                                                         |                                      |           |
| 2013                                          | Найкращий фільм                                                         | 38 свідків                           | Номінація |
| 2013                                          | Найкращий режисер                                                       | 38 свідків                           | Номінація |
| 2013                                          | Найкращий сценарій                                                      | 38 свідків                           | Перемога  |
| 2015                                          | Найкращий фільм                                                         | Не в його стилі                      | Номінація |
| 2015                                          | Найкращий режисер                                                       | Не в його стилі                      | Номінація |
| 2015                                          | Найкращий сценарій                                                      | Не в його стилі                      | Перемога  |
| 2018                                          | Найкращий фільм                                                         | З вами                               | Номінація |
| 2018                                          | Найкращий режисер                                                       | З вами                               | Номінація |
| 2018                                          | Найкращий оригінальний або адаптований сценарій                         | З вами                               | Номінація |
| Кінофестиваль у Кабурі                        |                                                                         |                                      |           |
| 2014                                          | Найкращий фільм                                                         | Не в його стилі                      | Перемога  |
| Премія «Люм'єр»                               |                                                                         |                                      |           |
| 2015                                          | Найкращий режисер                                                       | Не в його стилі                      | Номінація |

## Громадська позиція
У 2018 підтримав звернення Асоціації режисерів Франції на підтримку ув'язненого у Росії українського режисера Олега Сенцова